# What's My Name? (Snoop Doggy Dogg)
Who Am I? (What's My Name?) (algemeen bekend onder de naam What's My Name?) is een nummer van de Amerikaanse rapper Snoop Doggy Dogg uit 1993. Het is de eerste single van zijn debuutalbum Doggystyle.
Het nummer bevat samples uit en interpolaties van George Clintons Atomic Dog. Ook is de baslijn uit Funkadelics (Not Just) Knee Deep gesampled, en bevat het een interpolatie van Parliaments Give Up the Funk (Tear the Roof off the Sucker in de brug. De intro bevat een sample uit Pack of Lies van The Counts, terwijl aan het eind een vocale sample uit Parliaments P. Funk (Wants to Get Funked Up) te horen is (die de woorden "the bomb" roept). "What's My Name?" werd een hit in diverse landen, en betekende de internationale doorbraak voor Snoop Dogg. Het bereikte de 8e positie in de Amerikaanse Billboard Hot 100. In de Nederlandse Top 40 bereikte het de 11e positie, terwijl het in de Vlaamse Radio 2 Top 30 de 22e positie.